# أوبريسية لبنانية
الأوبريسية اللبنانية (باللاتينية: Aubrieta libanotica) نوع نباتي ينتمي إلى جنس الأوبريسية من الفصيلة الخيمية.

## الموئل والانتشار
موطن هذا النوع بلاد الشام وتركيا.

## مرادفات للاسم العلمي
- (باللاتينية: Aubrieta canescens subsp. macrostyla Cullen & Hub.-Mor.)